# Крячок камчатський
Крячок камчатський (Onychoprion aleuticus) — вид морських сивкоподібних птахів підродини крячкових (Sterninae) родини мартинових (Laridae). Поширений на півночі Тихого океану.

## Поширення
Птах гніздиться в північній частині Тихого океану на узбережжі Сахаліну і Камчатки (Росія), Аляски та на Алеутських островах (США). На зимівлю мігрують до Південно-Східної Азії.

## Опис
Птах завдовжки 32-39 см, з розмахом крил 75-80 см, вагою 84-140 г. У камчатської крячки біла голова з чорною шапкою. Є чорна смуга, яка простягається від основи дзьоба через око, білий лоб і біла смуга над оком. Груди і черево сірі, спина і верхня частина крил білуваті. Крижі і хвіст білі, ноги і дзьоб чорні.

## Спосіб життя
Трапляється над водами арктичних і субарктичних прибережних рівнин. Харчується переважно дрібною рибою, яку ловить поверхневим зануренням. Відкладання яєць відбувається в червні, як правило, невеликими моноспецифічними колоніями в різноманітних місцях існування до 20 км вглиб країни.